# Zürch (Schweinfurt)
Der Zürch (Ortsangabe: Im Zürch; Beiname: Das Dorf in der Stadt) ist ein Viertel in der Altstadt der kreisfreien Stadt Schweinfurt und ein ehemaliges Burgquartier. Das baulich wie historisch eigenständige Viertel besitzt ein geschlossenes Ortsbild. Der Zürch ist eines von drei am Main gelegenen Altstadtquartieren, neben dem Ehemaligen Gewerbeviertel und dem Fischerrain.
In den Annalen tauchte der Name Zürch erstmals im Jahre 1377 auf. Zürch und Fischerrain besitzen die ältesten Siedlungsspuren innerhalb der heutigen Altstadt. In beiden Quartieren wurden vorchristliche Funde gemacht. Der Zürch gilt als ältestes Stadtviertel der Reichsstadt Schweinfurt, da bei ihrer Gründung der Fischerrain, mit unbekannten Anfängen, noch nicht einbezogen war. Jedoch ist auch die vermutete Kirchenburg anstelle der heutigen Johanniskirche älteren Ursprungs. Die über 300 Jahre alte Zürcher Kirchweih gilt als eine der ältesten Kirchweihen Unterfrankens. Die teilrekonstruierte Kutschenstation in der Burggasse wurde 2022 in Berlin zum Gebäude des Jahres gewählt.

## Lage
Das historische Schweinfurt bestand aus vier Vierteln, die durch ein Straßenkreuz am Marktplatz gebildet wurden. Diese klassische, mittelalterliche Struktur ist bis heute erhalten. Der Zürch umfasst das südöstliche Viertel und liegt oberhalb von Main und Marienbach, die dort einen rechten Winkel bilden.
Der Zürch wurde an seinen vier Eckpunkten einstmals vom Markt im Westen, vom Mühltor im Norden, von der Reichsburg im Osten und vom Brückentor im Süden begrenzt. Zwischen Markt und Mühltor verläuft die Rückertstraße (einst: Mühlgasse) und zwischen Markt und Brückentor die Brückenstraße. Zwischen Mühltor und einstiger Reichsburg verlaufen parallel zum Marienbach die dort noch erhaltene bzw. sanierte Stadtmauer und der unmittelbar dahinter liegende Untere Wall (siehe oberes Bild). Zwischen der Reichsburg mit erhaltener Burgmauer, die dort identisch mit der Stadtmauer ist (siehe unteres Bild) und Brückentor verlief parallel zum Main ein Zwinger.
Die Gasse im östlichen Bereich trägt noch den Namen Zwinger, während der westliche Teil als Abschnitt des Stadtrings (Paul-Rummert-Ring) völlig umgebaut wurde.

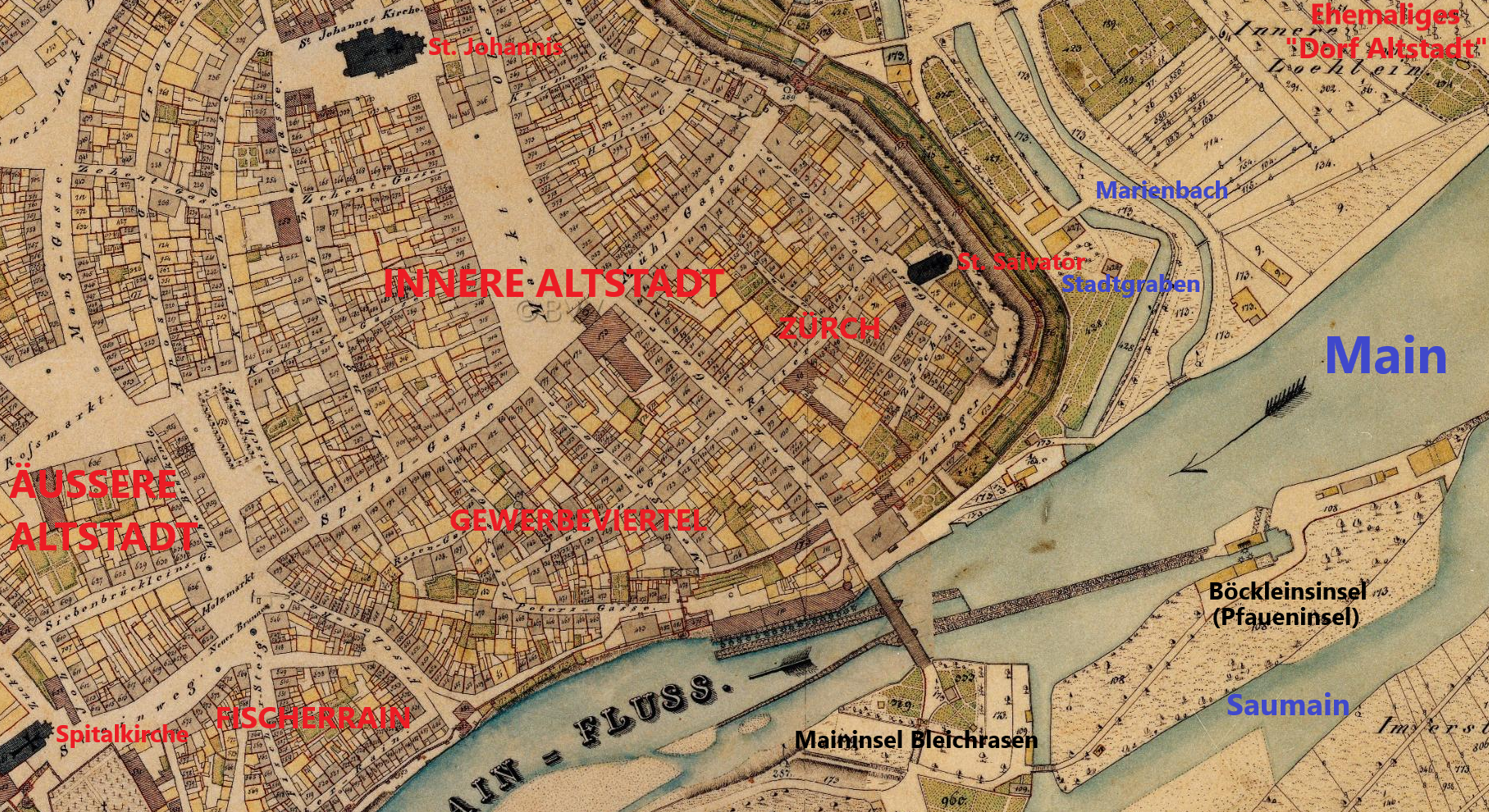
Lage des Quartiers Zürch in der Altstadt. Bayerische Uraufnahme 1808–1864
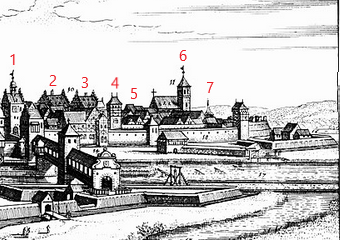
M. Merian 1648, Ausschnitt Zürch: 1 Brückentor; 2 Ebracher Hof, Wohnhaus; 3 Ebracher Hof, Speicherbau; 4 Zwingerturm; 5 Kutschenstation; 6 St. Salvator; 7 Pulverturm. 1 und 4 sind nicht mehr erhalten
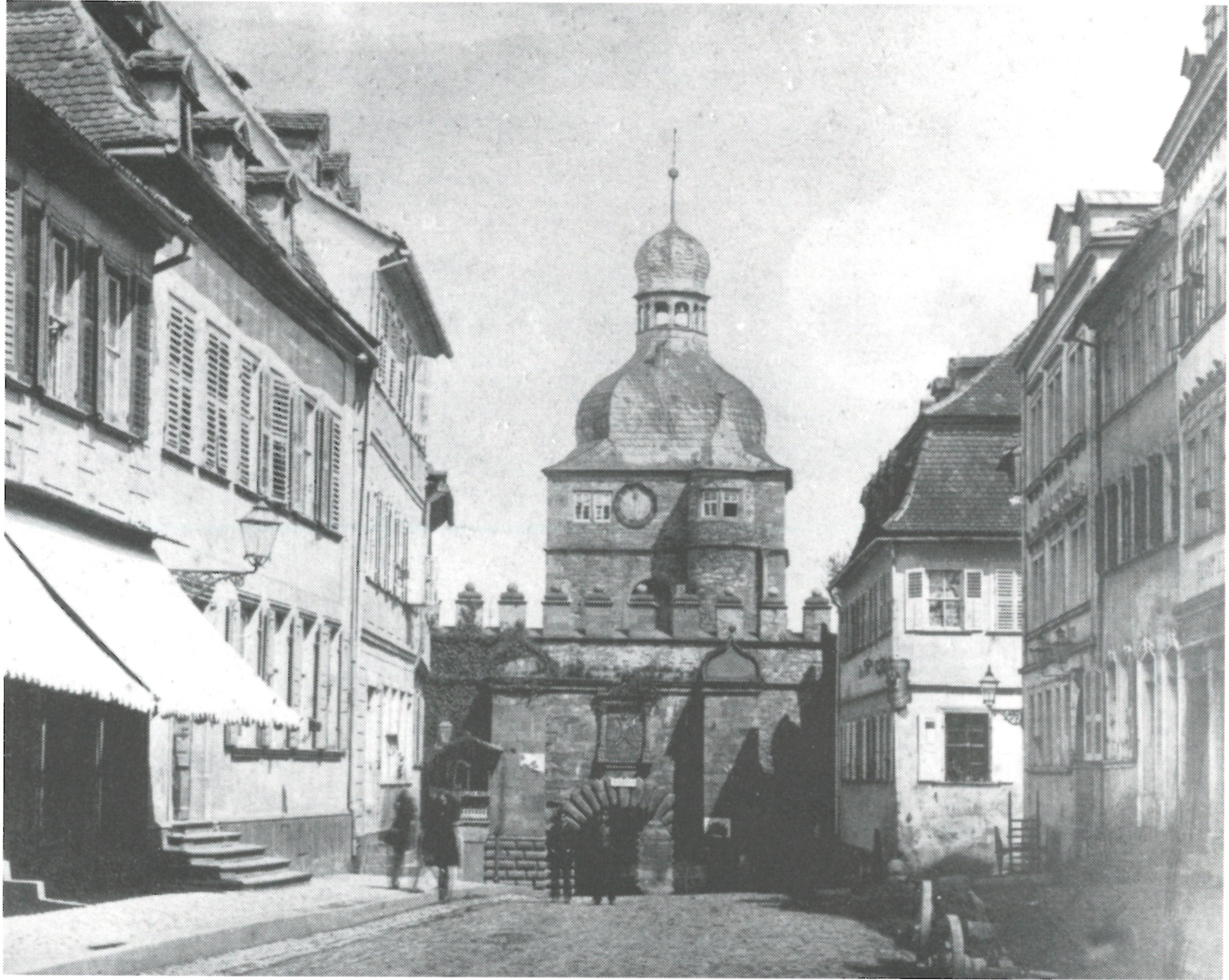
Mühltor mit Rückertstraße vor 1876, rechts der Zürch

## Etymologie
Es wurde bisher vermutet, dass der Name auf das mittelhochdeutsche Wort zirk, zirch, zürch, zurch, was so viel wie Kot oder Tierkot bedeutet, zurückgeht. Das wäre denkbar, da das hochwasserfreie Gelände auf einer Anhöhe über Main und Marienbach sich als Viehweide geeignet haben könnte. In neuerer Zeit gibt es eine einfachere Erklärung für den Schweinfurter Namen: Zürch sei verschliffen auf zirc oder zirk zurückzuführen, was so viel bedeutet wie Bezirk und dessen Bezeichnung als Burgbezirk um die alte Reichsburg kennzeichnet:
„Der Zürch gibt in diesem Falle einen Hinweis auf den Burg(be)zirk, den Standort der ehemaligen Reichsburg in diesem Stadtteil, die Graf Berthold IV von Henneberg um 1310 errichtete und die bereits 1427 wieder zerstört wurde. Gleichzeitig wird damit auch der rechtliche Sonderstatus des Burgareals innerhalb des Stadtgebietes manifestiert. Diese Fläche war auch nach dem Abgang der Burg und Abtragung der sichtbaren oberirdischen Gebäudereste ein Sondergebiet/eine Sonderrechtszone auf der noch lange Rechte und Pflichten wie bei Burgmannsitzen (Burggütern) üblich ruhten.“ (Michael Unrath aus Nassach) 
Für diese Erklärung spricht, dass das erstmalige Auftauchen des Namens Zürch in den Annalen (1377) in die relativ kurze Zeit des Bestands der Reichsburg fällt.

## Geschichte

### Hennebergische Reichsburg
König Heinrich VII. verpfändete 1309 Schweinfurt an die Henneberg-Schleusinger, die im Zürch 1310 eine Reichsburg errichteten, worauf der Name Burggasse noch heute hinweist. Dort nahmen die Henneberger Grafen als vom Kaiser eingesetzte Pfandherren dessen Rechte in Schweinfurt wahr. Diese Zeit endete mit der Rückzahlung der Pfändungssumme durch die Schweinfurter 1361/1383 (siehe: Schweinfurt, Spätmittelalter). Die Burg umfasste im Gassenkreuz des Zürchs das gesamte südöstliche Quartier. Sie wurde ab 1427 Stück für Stück abgebrochen, die Steine wurden zum Bau des Schweinfurter Rathauses und für die Stadtbefestigung verwendet.

### Stadtviertel
Erstmals urkundlich erwähnt wurde der Zürch 1538. Der Zürch war früher kein Stadtviertel, sondern eine eigenständige Gemeinde mit Bürgermeister, Gemeinderat und Schutzmann (siehe auch: Etymologie). Mit seiner eigenständigen Geschichte ähnelt der Zürch dem Fischerrain.

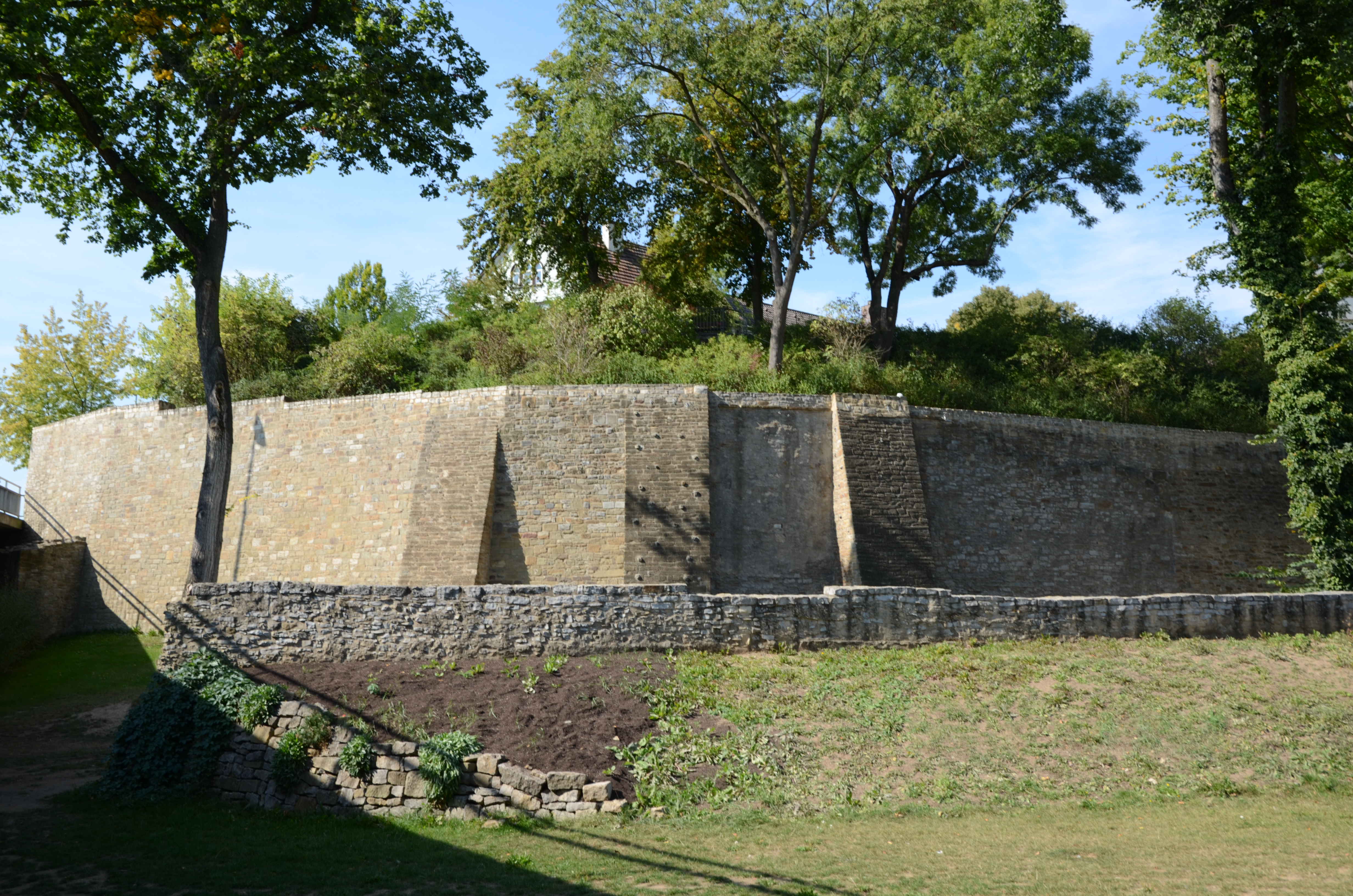
Stadtmauer am Unteren Wall an Stelle der Reichsburg (1310–1427)
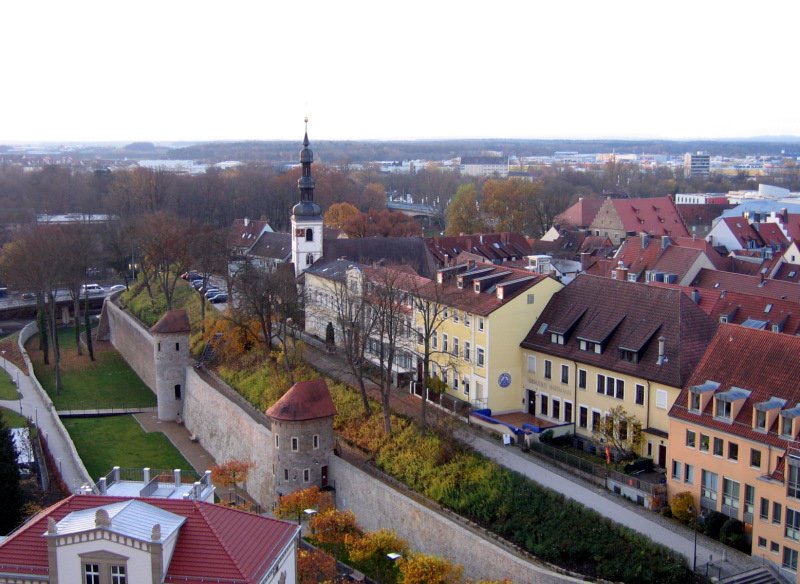
Unterer Wall mit St. Salvator, Stadtmauer und Pulvertürmen
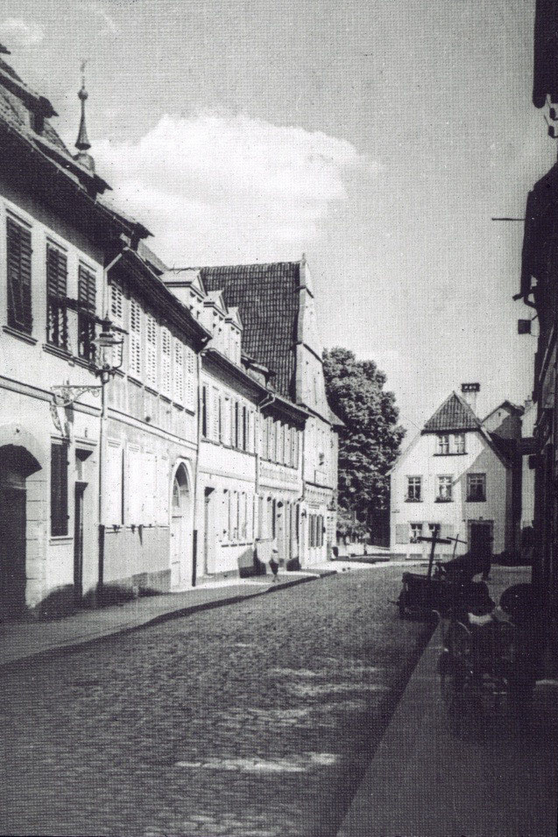
Burggasse 1905. Blick zur einstigen Reichsburg (am Hausgiebel in Gassenmitte)
Zürch Haus Nr. 9 im Jahre 1909

### Rittergasse

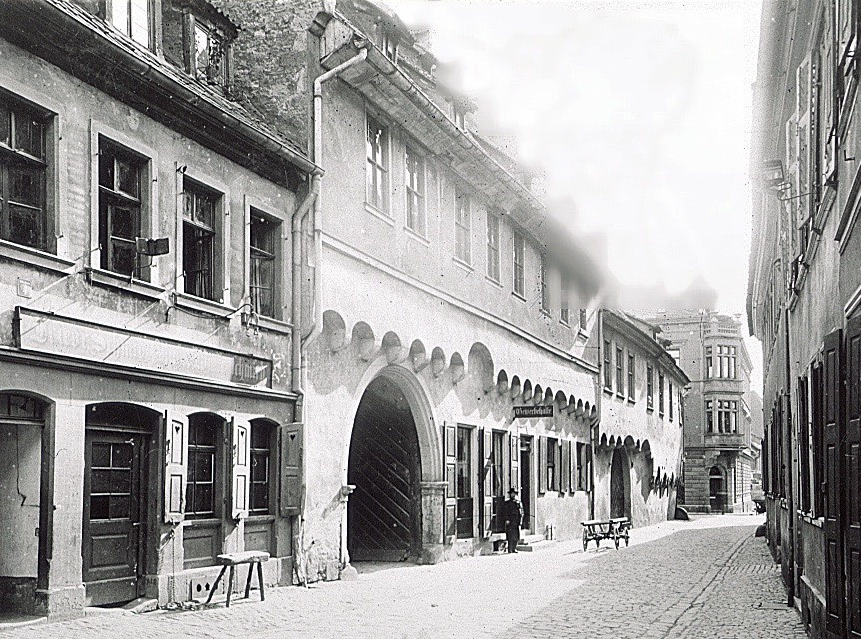
Rittergasse Anfang 20. Jahrhundert. Links (mit Toreinfahrt) Ebracher Hof

Die Herkunft des Namens ist unklar.
„Ursprünglich nannte man die Rittergasse im Volksmund die "Ebracher-Hof-Gasse", da dort der "Ebracher Hof" angesiedelt ist. Genau weiß man nicht warum und wann der Name Rittergasse entstand. Erstmals ist der Name im Stadtplan von 1833 zu finden. Vermutlich ist der Name auf den Reichsritter Valentin v. Münster zurückzuführen, dessen Grabplatte sich in der St-Johanniskirche (siehe dort) befindet. Er wohne im 16. Jahrhundert im Hause an der Ecke Rittergasse/Brückenstraße. Dieser hatte eine große Summe Geld der Stadt zu einem äußerst günstigen Zinssatz zur Verfügung gestellt, weshalb er auch als Adeliger mit Bürgerrecht (das war grundsätzlich nicht möglich) in der Stadt wohnen durfte.“

### Brauereien und Gastronomie

#### Wallbräu

Wallbräu im Jahre 1940

1806 beantragte die Büttner- und Brauereiwitwe Christine Herold die Konzession zur Errichtung einer Brauerei zwischen Burggasse und Stadtwall. 1807 erhielt sie die Genehmigung. Nach mehreren Besitzerwechseln tauchte der Name Hartmann erstmals 1856 auf. Johann Georg Hartmann aus Lonnerstadt kaufte die Brauerei und baute sie aus. 1888 übergab er sie seinem Sohn August, der eine weitere große Umbauphase durchführte und unweit des Stadtbahnhofs den Wallbräukeller mit Saal und Biergarten, mit Blick zum Main, errichtete (zuletzt befand sich darin die Diskothek Riverboat). Wallbräu führte als erste Schweinfurter Brauerei das Bier nach Pilsener Brauart ein und 1903 ein Starkbier mit dem Namen Mainperle.
Die Hälfte der Brauerei wurde im Zweiten Weltkrieg von Fliegerbomben zerstört (im rechten Bild noch vor der Teilzerstörung). Nach dem Wiederaufbau 1952 verfügte sie über ein Bräustüble und einen Festsaal, der Heimat des Bürgervereins Zürch wurde (siehe: Bürgerverein). Else Wurmhöringer geborene Hartmann verkaufte 1989 den Wallbräu an das Brauhaus Schweinfurt, das die Marke übernahm, aber den Brauerei-Standort im Zürch schloss. Ab 2004 braute das Brauhaus in seiner Brauerei am Marienbach ein helles und ein dunkles Bier nach alten Rezepturen des Wallbräus. 2015 schloss das Brauhaus Schweinfurt und damit ging auch die Geschichte des Wallbräus (vorläufig) zu Ende, die Kulmbacher Brauerei kaufte die Markenrechte des Brauhauses.

#### Brauerei Herzog

Brauerei Herzog
am Zwinger, vor 1922

Im Anwesen Zwinger 2–4 führte ab 1879 Georg Preger eine Gastwirtschaft. 1886 übernahm der Braumeister Heinrich Herzog das Anwesen. Er braute zunächst das Bier in der Kommunal-Brauerei (siehe: Altstadt (Schweinfurt), Roßmarkt) und ab 1890 am Zwinger, wo ein großes Gebäude im Stil der Gründerzeit errichtet wurde. 1921 wurde der Braubetrieb eingestellt, die Gaststätte weitergeführt. Das Gebäude überstand den Krieg und wurde abgebrochen. Heute verläuft dort der Paul-Rummert-Rimg als Teil des Altstadtrings bzw. Stadtrings.

#### Gaststätte Gemütlichkeit
Das Haus an der Ecke Rittergasse/Zürch wurde um 1725 erbaut, der Keller stammt aus dem 16. Jahrhundert. Der erste Gastwirt aus den Jahren 1795 bis 1797, Johann Adam Philip Stößel, bezeichnete sich auch als Künstler und Maler. Der Name Gemütlichkeit ist erstmals von 1913 belegt. Die Gemütlichkeit war bekannt für gutbürgerliche Küche. Nach einem Betreiberwechsel stand das Essen nicht mehr im Vordergrund. Nachbarn erzählten von leichtbekleideten Damen und bündelweise Geld, „das rein und rausgetragen wurde“, und vermuteten Prostitution und Geldwäsche. Im ersten Stock sollen sogar Hammel gehalten worden sein. 1998 schloss die Gewerbeaufsicht die Küche der Gaststätte. Im Rahmen der Altstadtsanierung wurde das Anwesen zu einem Wohnhaus mit Geschäftsräumen im Erdgeschoss umgebaut.

#### Grüner Baum
Im Haus Burggasse 15 befand sich ursprünglich die Gaststätte Grüner Baum (Bild siehe: Weitere Sehenswürdigkeiten). Sie wurde später an die Obertorkreuzung verlegt.
Siehe auch: Liste ehemaliger Brauereien in Bayern, Schweinfurt

### Denkmalschutz und Sanierung
Der Zürch ist als Bauensemble in die Bayerische Denkmalliste eingetragen.  Im Sanierungsgebiet Altstadt 2: Zürch (5,1 ha) wurden umfassenden Maßnahmen zur Restaurierung in den 1980er Jahren durchgeführt. Anschließend wurde die Stadtmauer am östlichen Rand des Quartiers saniert, die Wallanlagen wurden neu gestaltet (siehe auch: Kutschenstation).

## Beschreibung des Viertels
Der Zürch zeugt mehr als andere Viertel von der mittelalterlichen und reichsstädtischen Vergangenheit Schweinfurts, besitzt den eigenständigsten Charakter und wird deshalb „das Dorf in der Stadt“ genannt. Der Zürch ist ein Viertel oder Quartier im wörtlichen Sinne, da es vom Straßenkreuz der mittelalterlichen Gründungsstadt begrenzt wird, einem Quadrat mit einer Seitenlänge von 200 Metern und  4 ha Fläche. Charakteristisch für das Quartier sind die gepflasterten, meist engen Gassen. Die Linsengasse ist an der engsten Stelle nur 2,50 m breit. Das Quartier besteht heute neben dem auf der Stadtbefestigung verlaufenden Unteren Wall aus sieben Gassen:
| - Am Unteren Wall - Burggasse - Frauengasse - Linsengasse | - Rittergasse - Zürch - Zwinger - Zwingerthorgasse (heute: Zürch) |

## Kultur und Sehenswürdigkeiten

### St. Salvator

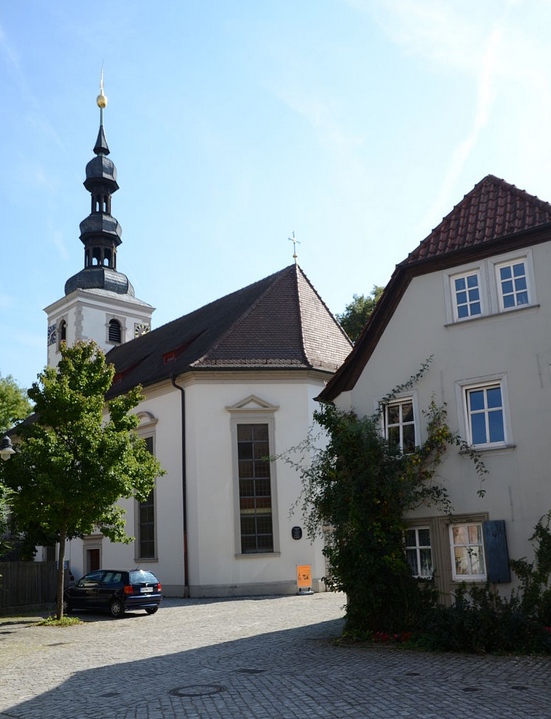
St. Salvator

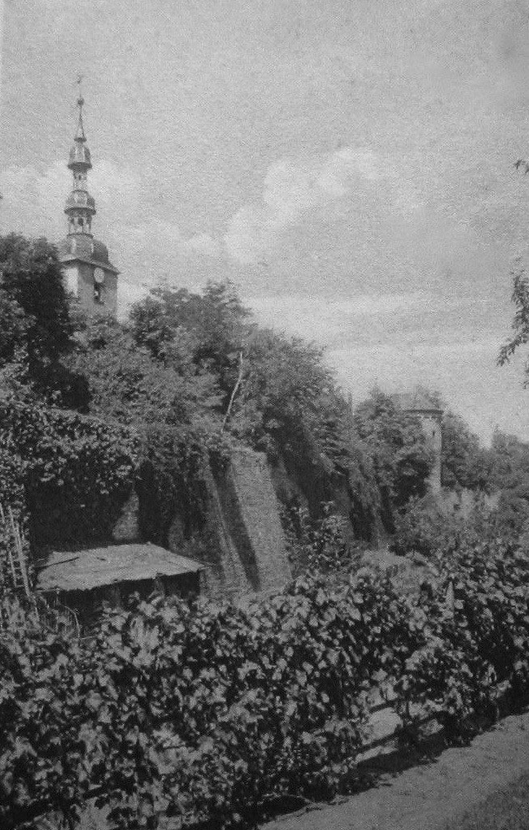
Unterer Wall um 1910
mit St. Salvator

Die Kirche des Altstadtquartiers St. Salvator ist eine schlichte Barockkirche. Sie wurde an Stelle der Burgkapelle (um 1315) errichtet, mit gotischem Ausbau (1412). Der Chor stammt von der ehemaligen Liebfrauenkirche an selber Stelle. Die Reformation in der Stadt hatte durch eine Predigt in dieser Kirche 1532 ihren Ausgang. St. Salvator wurde später zum Teil zerstört und zerfiel. Zum 200. Jahrestag der Reformation 1717 begann die Stadt eine umfassende zweijährige Erneuerung. Die Kirche wurde während des Zweiten Weltkriegs bis auf die Außenmauern zerstört und bis 1953 wieder originalgetreu aufgebaut. Sie gilt als einziges bedeutendes barockes Bauwerk der von der Renaissance geprägten Altstadt.

### Ebracher Hof

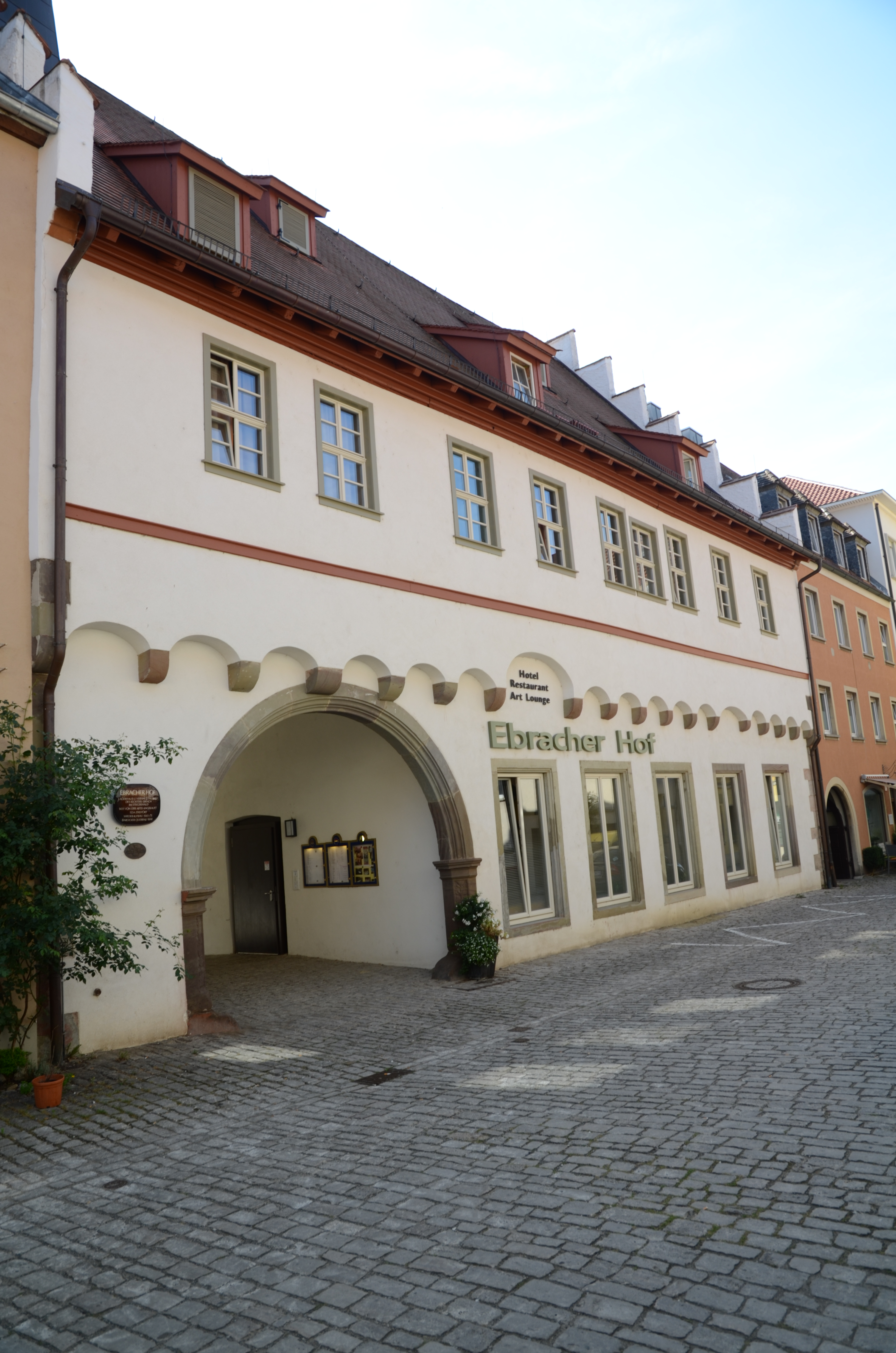
Ebracher Hof

In der Rittergasse liegt der Ebracher Hof. Er wurde 1431 vom Zisterzienser-Kloster Ebrach im Steigerwald als Amtssitz und Klosterhof erworben, brannte im Zweiten Markgrafenkrieg 1554 bis auf die Außenmauern ab und konnte wegen des Widerstandes des (evangelischen) Stadtrates erst 1578 wieder aufgebaut worden. Nach Bauarbeiten im Jahre 1698 blieb der historische Hof unverändert (vgl. Foto: Rittergasse). Der südliche Bereich des Ebracher Hofs in Richtung Main wurde für die neue Stadtbücherei 2004–2007 ausgebaut und erhielt Architekturpreise.

### Kutschenstation
Das Haus in der Burggasse 17 am Kirchplatz von St. Salvator ist das vermutlich älteste erhaltene Bürgerhaus der Stadt. Baubeginn war 1563. Das als Kutschenstation errichtete Gebäude wurde im Zweiten Weltkrieg teilzerstört und 2022/23 wieder vollständig restauriert. Der große, eingestürzte Renaissancegiebel wurde rekonstruiert. Zahlreiche Malereien wurden entdeckt (siehe auch: Lage, Bildbeschreibung Nr. 5).
Im Jahr 2022  wählten die 600 Mitglieder des Vereins Stadtbild Deutschland e. V. mit Sitz in Berlin die ehemalige Kutschenstation zum Gebäude des Jahres, vor zwei großen Projekten aus Berlin (2. und 3. Platz). Zwei Jahre zuvor wurde das Berliner Schloss (Stadtschloss) Gebäude des Jahres. Der Preis wird seit 2016 verliehen.
In der Rittergasse 16, gegenüber der Kutschenstation, wurde danach ein weiteres Anwesen saniert. In dem über 300 Jahre alten Haus mit Hof eröffnete 2024 ein Lokal.

Kutschenstation
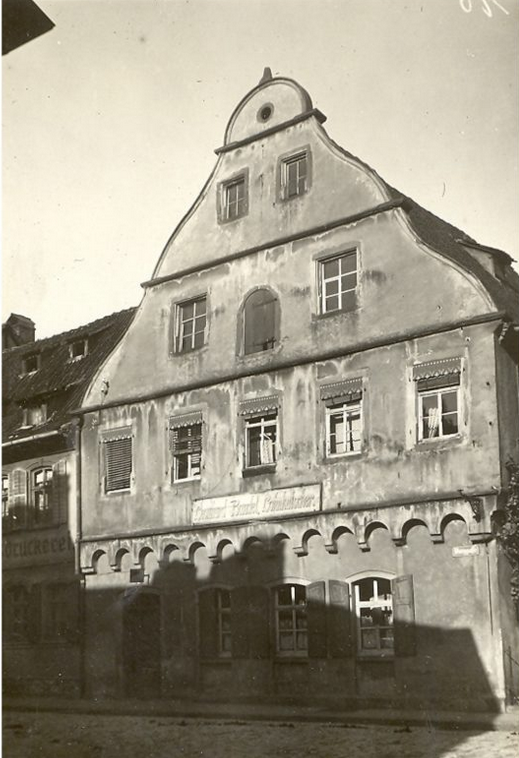
Einstmals um 1900...
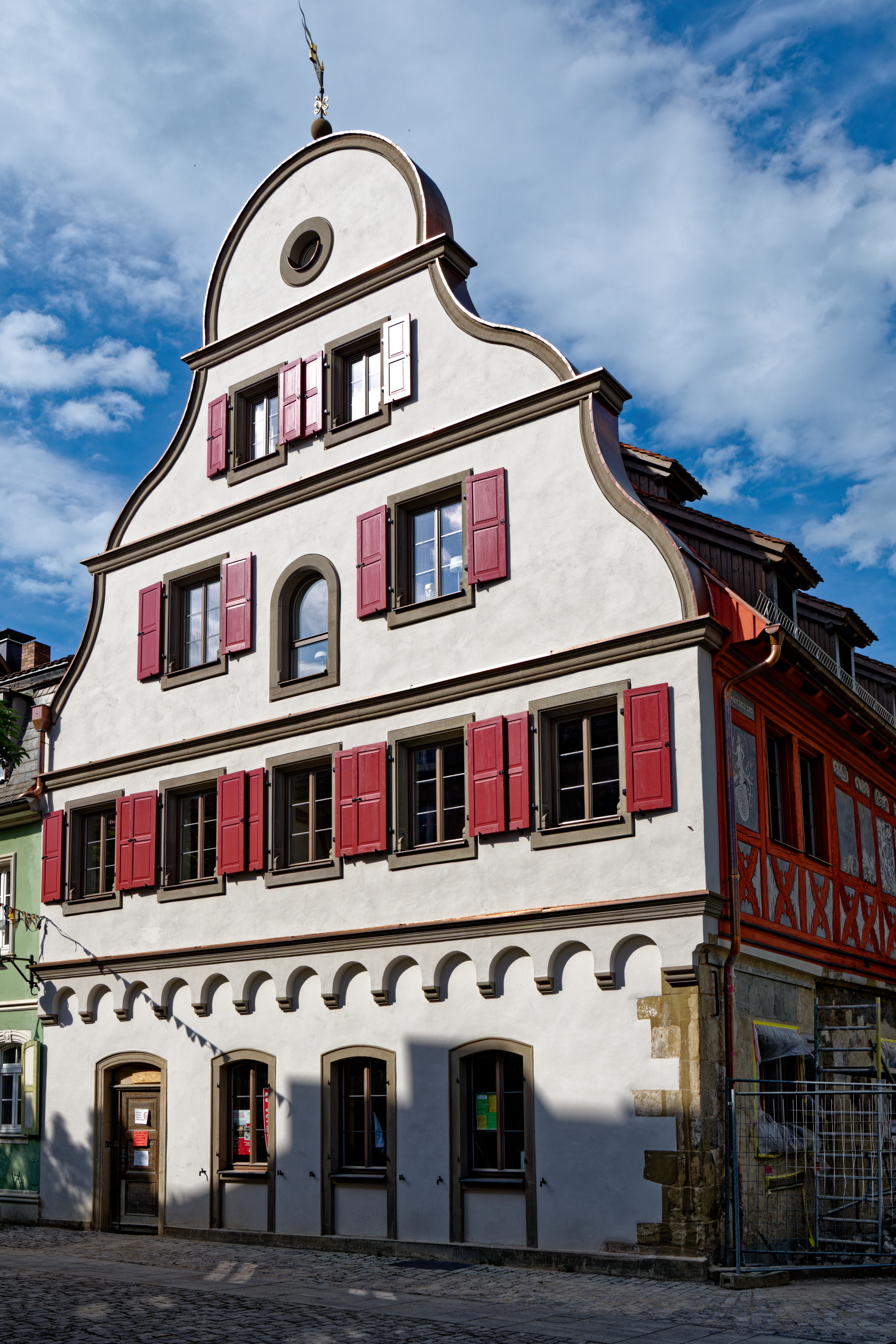
...und nach der Teilrekonstruktion 2022/23. Gebäude des Jahres 2022
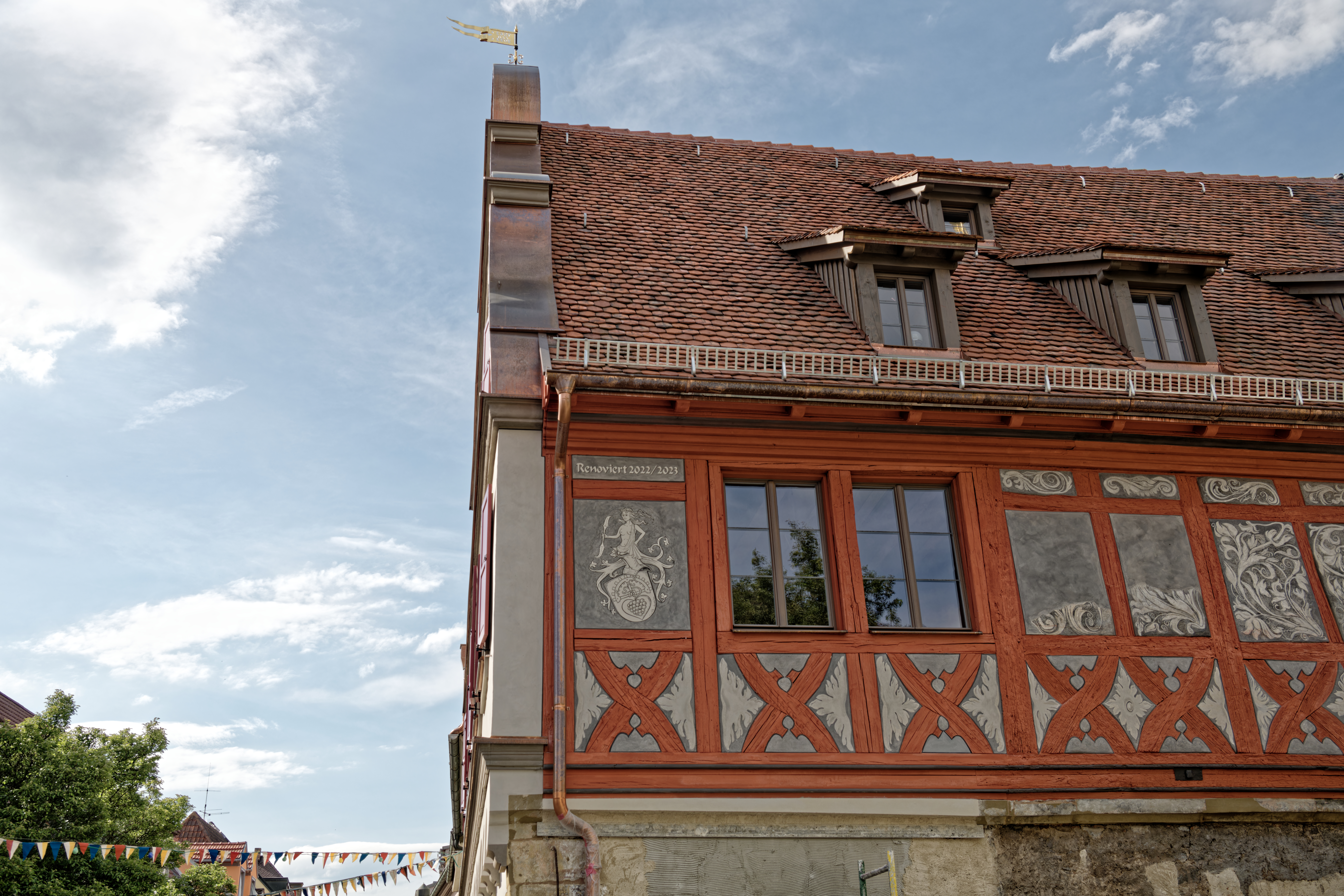
Traufseite im Jahre 2023

### Bürgerverein
Zur Pflege von Tradition und Brauchtum wurde der Bürgerverein Gemeinde Zürch von zwölf Stammtischbrüdern am Neujahrstag des Jahres 1900 beim Frühschoppen im Gasthaus Herzogs-Bräu gegründet. Karl Erhardt war der erste Zürcher „Bürgermeister“. Dies ist eine in Schweinfurt volkstümliche Bezeichnung für Vorsitzende der traditionellen Stadtteil-Bürgervereine, die seit Eintragung des Zürcher Bürgervereins ins Vereinsregister im Jahre 1996 nicht mehr verwenden darf. Er ist der älteste Bürgerverein der Stadt.
Siehe auch: Schweinfurt, Bürgervereine

### Zürcher Kirchweih
Die Zürcher Kirchweih (St. Salvator) ist das Hochfest des Jahres, das der Bürgerverein Ende Juni oder Anfang Juli ausrichtet.

### Weitere Sehenswürdigkeiten
Im Zürch gibt es historische Bausubstanz in Form von Wohn- und kleinen Handwerkergebäuden. Am östlichen Rand des Quartiers, Am Unteren Wall, ist die restaurierte Stadtmauer mit den sogenannten Pulvertürmen, zwei Wehrtürmen, komplett erhalten.

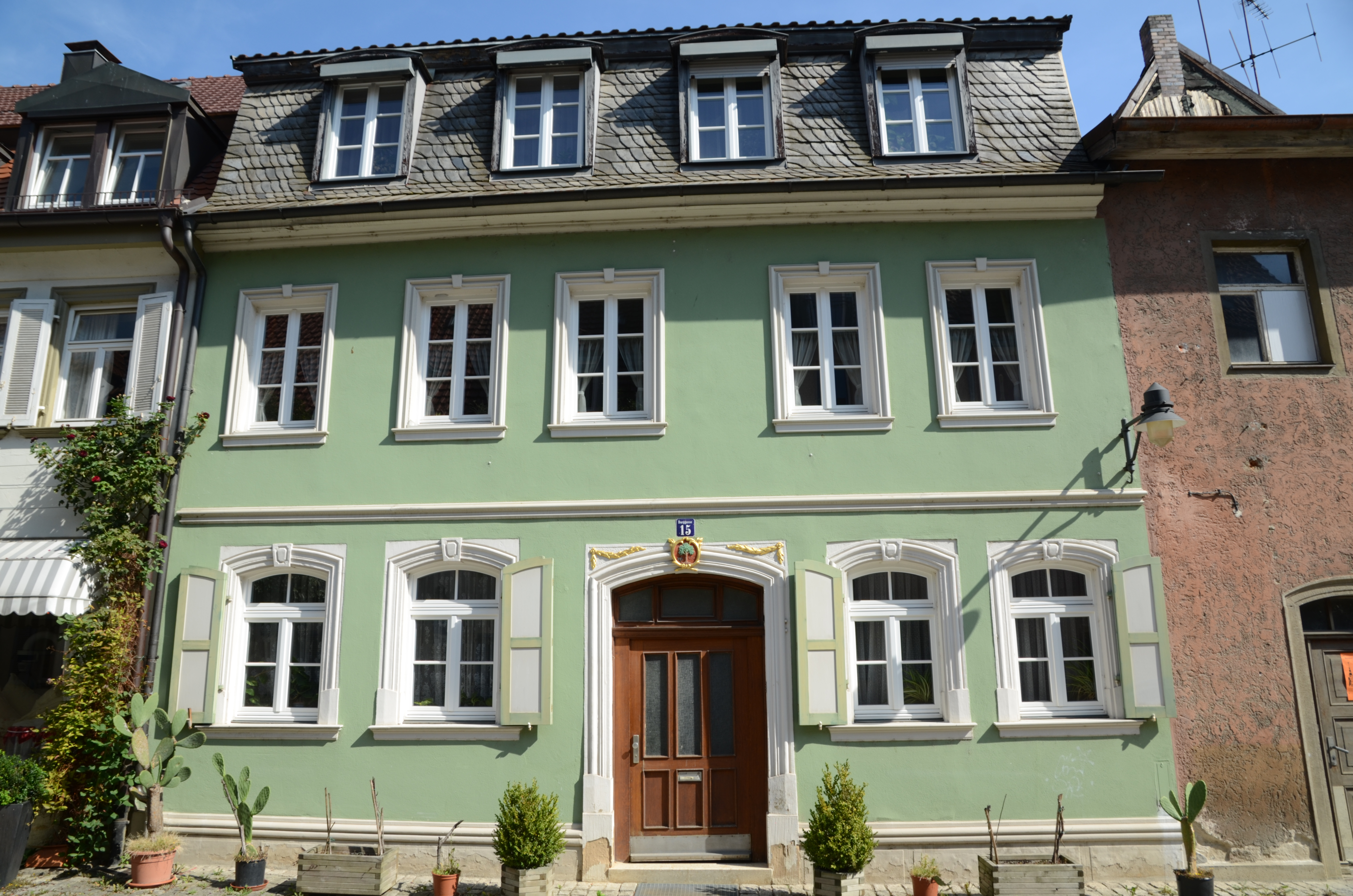
Burggasse 15. Einst Gaststätte Grüner Baum (siehe Türe, bitte Bild vergrößern)
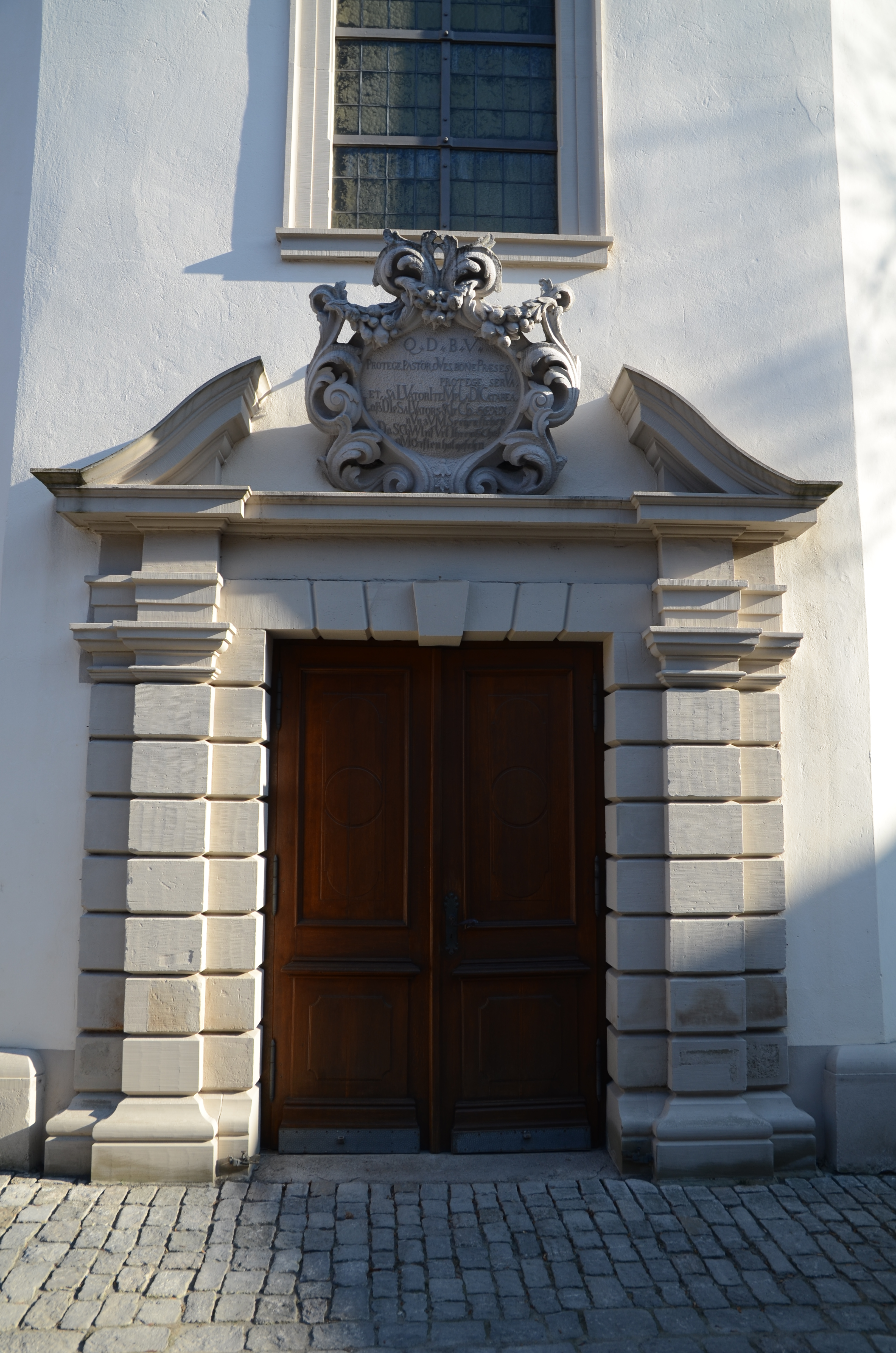
St. Salvator. Barock-Portal
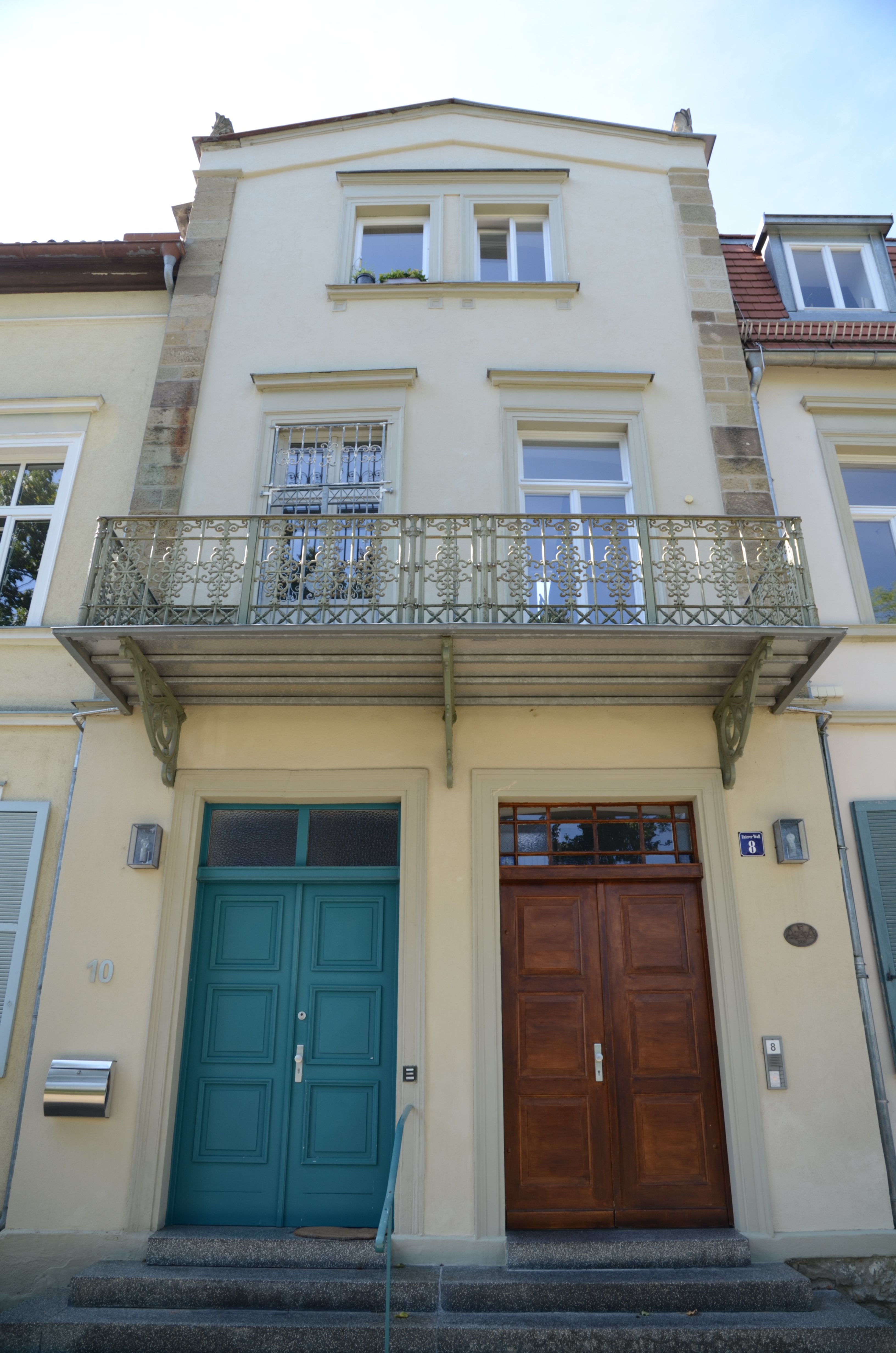
Am Unteren Wall
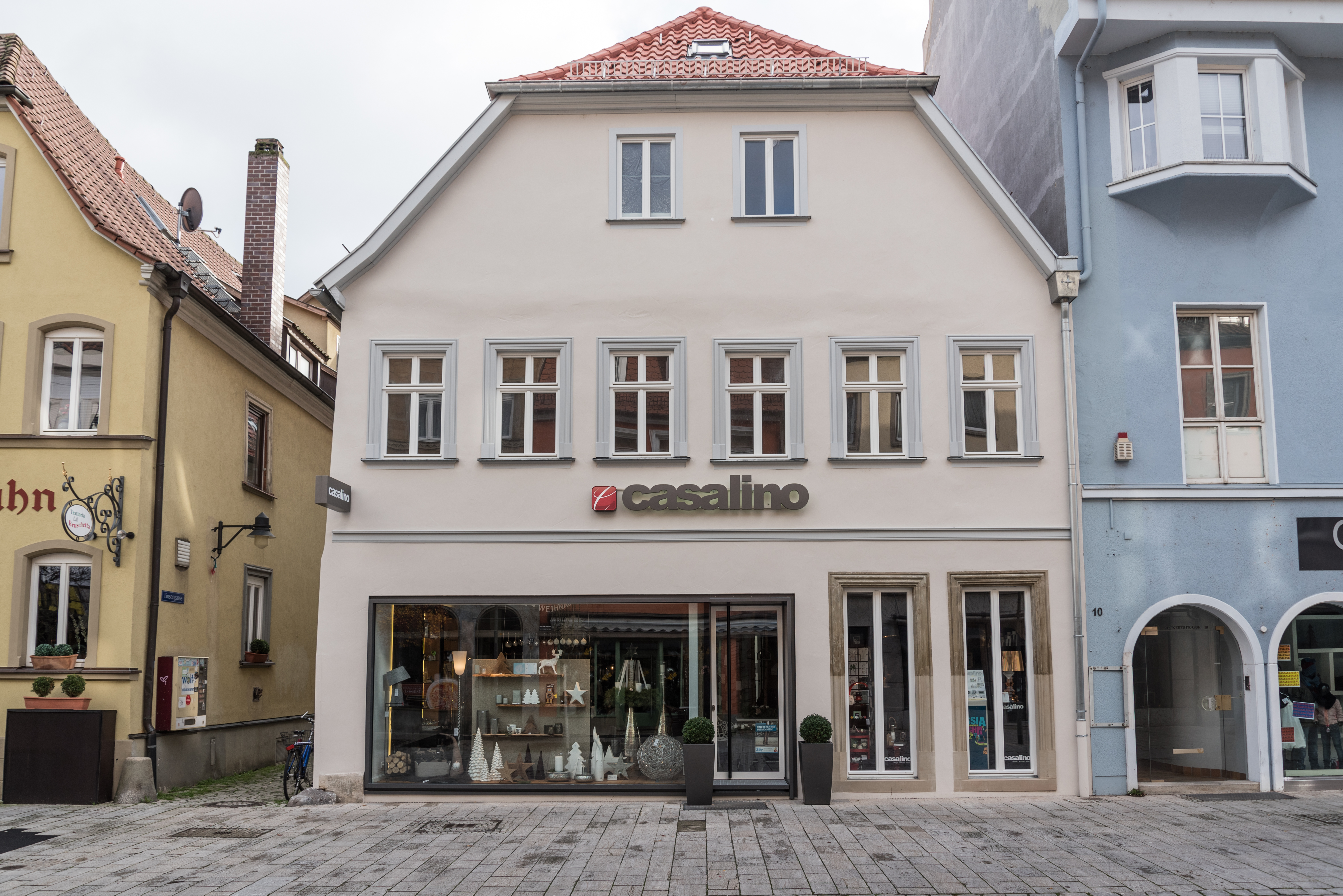
Rückertstraße/Ecke Linsengasse

## Infrastruktur
Der Zürch ist eine verkehrsberuhigte Zone. Im Quartier gibt es eine evangelische Kirche, die Stadtbücherei und ein kleines Hotel mit Restaurant im Ebracher Hof, einen Kindergarten, kleine Boutiquen und zwei Lokale. Am Rand des Zürch in der Brücken- und der Rückertstraße befinden sich Geschäfte, weitere Lokale und ein Kinozentrum mit fünf Sälen.

## Video
- SW-N TV: Ein Juwel das Baudenkmal Burggasse 17 (Kutschenstation) im Schweinfurter Zürch (15:34)